# Форе Сент Кроа
Форе Сент Кроа (фр. Forêt-Sainte-Croix) насеље је и општина у Француској у региону Париски регион, у департману Есон која припада префектури Етан.
По подацима из 2011. године у општини је живело 157 становника, а густина насељености је износила 29,29 становника/km². Општина се простире на површини од 5,36 km². Налази се на средњој надморској висини од 100 метара (максималној 144 m, а минималној 99 m).

## Демографија
| 1962. | 1968. | 1975. | 1982. | 1990. | 1999. | 2011. |
| ----- | ----- | ----- | ----- | ----- | ----- | ----- |
| 33    | 57    | 106   | 113   | 109   | 111   | 157   |

График промене броја становника у току последњих година